# Glypta subtilis
Glypta subtilis är en stekelart som beskrevs av Dasch 1988. Glypta subtilis ingår i släktet Glypta och familjen brokparasitsteklar. Inga underarter finns listade i Catalogue of Life.